# Parque natural Brownsberg
El Parque natural Brownsberg es un área protegida en Surinam ubicado en el distrito de Brokopondo. El parque es habitat del perezoso de tres dedos, caique de cabeza negra, mono maicero, ameiva gigante, gecko cola de nabo, corocoro rojo y otras especies.